# Face Me
Face Me (en hangul, 페이스 미; romanización revisada, Peiseu mi) es una serie de televisión surcoreana escrita por Hwang Ye-jin, dirigida por Jo Rok-hwan, y protagonizada por Lee Min-ki, Han Ji-hyun, Lee Yi-kyung y Jeon Bae-soo. Se emite en el canal KBS2 desde el 6 de noviembre hasta el 12 de diciembre de 2024, en horario de miércoles y jueves a las 21:50 (hora local coreana). También está disponible en la plataforma Viki para algunas zonas del mundo.

## Sinopsis
Face Me es un drama médico en el que un cirujano plástico y una joven y apasionada detective de homicidios persiguen la verdad de un caso mediante cirugía reconstructiva para las víctimas de delitos.

## Reparto

### Protagonistas
- Lee Min-ki como Cha Jung-woo, un cirujano plástico de KSH Plastic Surgery. Como especialista doble con experiencia tanto en cirugía plástica como en medicina de emergencia, tiene la capacidad de imaginarse inmediatamente los detalles del accidente y los métodos de tratamiento cuando observa el trauma de un paciente, pero parece una máquina que nunca conecta emocionalmente con los pacientes.[3][4][5]
- Han Ji-hyun como Lee Min-hyung, una intrépida y apasionada detective del equipo de crímenes violentos. A medida que se acerca al doctor Jung-woo, descubre las heridas que esconde en lo más profundo de su corazón.[5][6][7]
- Lee Yi-kyung como Han Woo-jin, un amigo de la infancia y casi como un hermano de Jung-woo. Es un médico competente y entusiasta, y con grandes habilidades de comunicación con los pacientes. Se convirtió en el médico representante de KSH Plastic Surgery con el apoyo total del director.[5][8][9]
- Jeon Bae-soo como Kim Seok-hoon, director de KSH Plastic Surgery, y el mentor de Jung-woo. Con una visión para los negocios incomparable, rescata del peligro a Cha Jung-woo, quien está involucrado en un incidente inesperado, y además cuida de sus propios intereses. Es una figura tridimensional, egoísta pero cálidamente compasiva.[5][10]

### Reparto secundario

#### Entorno de Jung-woo
- Ha Young como Yoon Hye-jin, la exnovia de Jung-woo, bailarina. Ambos se han distanciado debido a conflictos pasados, y Woo-jin actúa como intermediario.[11]
- Kang Da-hyun como Park Chae-kyung, una abogada.[12]
- Yang So-min como Yoon Seo-hee, la madre de Jung-woo, neuropsiquiatra.[11]

#### Entorno de Min-hyung
- Yoon Jeong-il como Lee Jin-seok, el hermano mayor de Min-hyung e hijo de Young-sook. Tiene una relación de amor y odio con su hermana.[11][13]
- Park Mi-hyeon como Oh Young-sook, la madre de Jin-seok y Min-hyung; dirige un restaurante.

#### KSH Plastic Surgery
- Kim Yoon-seo como Yang Eun-jeong, jefa del departamento de consulta de cirugía plástica. Tuvo una relación con Jung-woo hace mucho tiempo, y está incondicionalmente de su parte.[14]
- Woo Do-im como Kim Cody, coordinadora, una joven extrovertida y directa.
- Kim Cha-kyung como Kim, enfermera de quirófano.
- Go Eun-young como Choi; trabajó como enfermera de quirófano y enfermera asistente personal en un hospital universitario, pero cambió de trabajo debido a la excesiva carga laboral.
- Kim Young-joo como el Dr. Song, anestesiólogo.
- Lee Hyun-soo como Lee, coordinadora de cirugía plástica.

#### Gente de la comisaría
- Lee Seung-woo como Seo Kang-ho, detective de homicidios que respalda y protege a Min-hyung.[15]
- Lee Jae-ha como Choi Hyeong-il, jefe del equipo de homicidios, un detective que es fiel a los principios y respeta la ley.

#### Otros
- Lee Jae-eun como Shin Jeong-sook, sospechosa de ser la autora de un ataque con ácido.[16]
- Lee Hwa-kyum como Jeong Hee-young.
- Cha Soo-yeon como Seo Yoon-ha.
- Choi Jeong-woon como Nam Hyo-joo.

### Apariciones especiales
- Jang Ha-eun como Oh Ji-yoon, una paciente que se somete a una operación de cirugía plástica.[17]
- Seo Young-hee como la madre de Oh Ji-yoon, que entra en conflicto con Cha Jung-woo por la operación de su hija.[18]

## Producción
Face Me es una producción de Westworld Story. Está escrita por Hwang Ye-jin, y dirigida por Jo Rok-hwan (director también de Voice 2 en 2018). A principios de febrero de 2023 se anunciaron los nombres de Lee Min-ki y Han Ji-hyun como los protagonistas, aunque el del primero ya se había anticipado en diciembre del año anterior. Es la primera vez que Han Ji-hyun actúa en una serie de acción, por lo que tuvo que seguir un periodo de preparación en una escuela de acción.
El rodaje comenzó en marzo de 2023. Los efectos especiales para las escenas de cirugía plástica fueron obra de Westworld, que ya realizó los de series de éxito como Estamos muertos, Sweet Home y Mar de la tranquilidad.

### Promoción
El 26 de septiembre de 2024 KBS2 anunció la emisión de la serie, así como los nombres de los cuatro protagonistas. El 10 de octubre publicó dos carteles con los dos personajes principales. La presentación de la producción de Face Me se llevó a cabo en The Saint en Sindorim, D Cube City, Guro-gu, Seúl, el día 6 de noviembre. Asistieron a ella el director Jo Rok-hwan y los actores Lee Min-ki, Han Ji-hyun, Lee Yi-kyung y Jeon Bae-soo, que comentaron su trabajo con la prensa. Acerca de la elección de los protagonistas, el director declaró: «Lo primero que pensé durante el proceso de audiciones fue en dar una imagen moderna y sofisticada. Creo que Lee Min-ki y Han Ji-hyun tienen eso».

### Banda sonora original
La productora Big Ocean E&M lanzó el tema principal de la serie, «I Want You Back», el 7 de noviembre de 2024; está cantado por Park Bom, que fuera miembro del grupo 2NE1.

## Audiencia
Face Me arrancó en su primer episodio con un 3,3 % de audiencia nacional, que cayó ligeramente, al 3,1 %, en el segundo episodio. Fue un dato inferior al de la serie que lo precedió en el mismo horario y canal, Dog Knows Everything, que empezó con un 4,2 % y terminó con el 3,6 %.
| Temporada | Temporada | Episodio número | Episodio número | Episodio número | Episodio número | Episodio número | Episodio número | Episodio número | Episodio número | Episodio número | Episodio número | Episodio número | Episodio número | Promedio |
| Temporada | Temporada | 1               | 2               | 3               | 4               | 5               | 6               | 7               | 8               | 9               | 10              | 11              | 12              | Promedio |
| --------- | --------- | --------------- | --------------- | --------------- | --------------- | --------------- | --------------- | --------------- | --------------- | --------------- | --------------- | --------------- | --------------- | -------- |
|           | 1         | 587             | 563             | 416             | 529             | —               | 561             | —               | 522             | —               | —               | 454             | —               | N/A      |

| Episodio | Fecha de emisión        | Índices de audiencia (Nielsen Korea) | Índices de audiencia (Nielsen Korea) |
| Episodio | Fecha de emisión        | Nacional                             | Seúl                                 |
| --- | ----------------------- | ------------------------------------ | ------------------------------------ |
| 1 | 6 de noviembre de 2024  | 3,3 % (16.ª)                         | 3,2 % (16.ª)                         |
| 2 | 7 de noviembre de 2024  | 3,1 % (18.ª)                         | ND                                   |
| 3 | 13 de noviembre de 2024 | 2,3 % (25.ª)                         | ND                                   |
| 4 | 14 de noviembre de 2024 | 3,1 % (19.ª)                         | 2,9 % (19.ª)                         |
| 5 | 20 de noviembre de 2024 | 2,0 % (26.ª)                         | ND                                   |
| 6 | 21 de noviembre de 2024 | 3,2 % (17.ª)                         | 3,0 % (18.ª)                         |
| 7 | 27 de noviembre de 2024 | 2,5 % (23.ª)                         | ND                                   |
| 8 | 28 de noviembre de 2024 | 3,2 % (19.ª)                         | 3,3 % (18.ª)                         |
| 9 | 4 de diciembre de 2024  | 2,8 % (23.ª)                         | ND                                   |
| 10 | 5 de diciembre de 2024  | 2,9 % (22.ª)                         | ND                                   |
| 11 | 11 de diciembre de 2024 | 2,6 % (20.ª)                         | ND                                   |
| 12 | 12 de diciembre de 2024 | 2,9 % (22.ª)                         | 2,8 % (20.ª)                         |
| Promedio | Promedio                | 2,8 %                                | —                                    |
| - En la tabla superior, los números azules representan las calificaciones más bajas y los números rojos representan las más altas. - ‘ND’ señala que el dato correspondiente no fue publicado. |                         |                                      |                                      |